# Talking Heads
Talking Heads fue una banda de rock estadounidense formada por David Byrne en el año 1974 junto a Chris Frantz y Tina Weymouth. Un par de años después se integraría el guitarrista y tecladista Jerry Harrison, quien anteriormente había grabado junto a The Modern Lovers.
El grupo fue un referente en la experimentación, de la mano del productor Brian Eno (colaborador ocasional de la banda) y la fusión del rock con ritmos africanos. Después de ocho importantes álbumes de estudio entre ellos Talking Heads: 77, More Songs About Buildings and Food, Fear of Music, Remain in Light y Speaking in Tongues; varias giras, vídeos musicales y premios, en 1991 el grupo anunció oficialmente su separación.
En 2002, fueron incluidos en el Salón de la Fama del Rock and Roll. Cuatro de sus álbumes aparecieron en la lista de los "500 mejores álbumes de todos los tiempos" de la revista Rolling Stone en 2003, y tres de sus canciones ("Psycho Killer", "Life During Wartime" y "Once in a Lifetime") se incluyeron en la lista del Rock and Roll Hall of Fame entre las 500 canciones que dieron forma al rock and roll.  Además, también ocupó el puesto 64 en la lista de VH1 de los "100 mejores artistas de todos los tiempos". En 2011, la revista Rolling Stone ubicó al grupo en el puesto 100 de su lista de los 100 Mejores Artistas de todos los Tiempos.

## Historia

### 1971–1977: Inicios y primeros lanzamientos
De 1971 a 1972, David Byrne fue miembro de un dúo llamado Bizadi con Marc Kehoe. Realizó varios actos poco convencionales y desarrolló un interés en la actuación. Asistió a la Escuela de Diseño de Rhode Island en el período 1970-1971, y al Colegio de Arte del Instituto de Maryland en el período 1971-1972.
Chris Frantz y Tina Weymouth también fueron exalumnos de la Escuela de Diseño de Rhode Island en Providence, Rhode Island. Allí, Byrne y Frantz formaron una banda llamada "The Artistics" en 1973. Weymouth era la novia de Frantz y a menudo proporcionaba transporte para la banda. "The Artistics" se disolvieron al año siguiente, y los tres se mudaron a Nueva York, y finalmente compartieron un desván comunitario.
Luego de mudarse a Nueva York, fueron teloneros de The Ramones en el legendario club CBGB. En 1977, se unió Jerry Harrison (guitarra, teclados y voz), exmiembro de la banda de Jonathan Richman, The Modern Lovers. El grupo tuvo rápidamente una gran aceptación y firmó para Sire Records en 1977. El grupo lanzó su primer sencillo, "Love → Building on Fire" en febrero de ese año.
Su primer álbum, Talking Heads: 77 fue lanzado a continuación, sin el sencillo "Love → Building on Fire". Una de sus canciones "Psycho Killer" alcanzó en puesto 92 en la lista Billboard Hot 100 de 1978.

### 1978–1982: Colaboraciones con Brian Eno
Con su segundo álbum, en 1978 More Songs About Buildings And Food la banda comenzó su larga colaboración con el productor Brian Eno, quien previamente había trabajado con Roxy Music, David Bowie y Robert Fripp. De hecho la canción de Eno de 1977 "King's Lead Hat" es un anagrama del nombre de la banda, cuyas imágenes aparecen en forma de flashes en el correspondiente vídeo. El estilo típico de Eno congeniaba bien con las sensibilidades artísticas del grupo. Y se ganaron la confianza para explorar en una gran variedad de direcciones musicales. Sin embargo la canción "Psycho Killer" del álbum Talking Heads: 77 fue un éxito minoritario y fue la versión de "Take Me to the River", de Al Green, en More Songs About Buildings And Food, la que dio a conocer a Talking Heads al público en general.
La experimentación continuó con Fear of Music en 1979, el cual flirteaba con el oscuro estilo del post-punk rock. El sencillo "Life During Wartime" creó el himno "This aint's no party, this ain't no disco". Remain in Light, fuertemente influenciado por el afrobeat del nigeriano Fela Kuti cuya música Eno dio a conocer a la banda, explorando polirritmos africanos, haciendo que más tarde Byrne se interesase en la world music. Para interpretar todos esos complejos arreglos la banda fue de gira con más miembros en el grupo, primero en el Festival de Heatwave en agosto y más tarde en sus famosos conciertos de la película Stop Making Sense.
Durante este período, Weymouth y Frantz formaron el comercialmente exitoso Tom Tom Club influido por los elementos fundacionales del hip hop, Harrison publicó The Red and the Black su primer álbum en solitario, Byrne y Eno publicaron My Life in the Bush of Ghosts, que incorporaba world music, sonidos encontrados y una serie de destacados músicos post-punk internacionales.
El sencillo del álbum Once in a Lifetime fracasó una vez que se lanzó en el propio país de la banda (sin embargo llegó a estar en el top 20 en el Reino Unido), pero creció en popularidad durante los siguientes años tras su video musical, una de sus primeras canciones con el poder que tendrían los videos musicales durante los años 80.

### 1983–1991: Grandes éxitos y ruptura
Después de lanzar cuatro álbumes en apenas cuatro años, el grupo entró en receso, y pasaron casi tres años antes de su próximo lanzamiento, aunque Frantz y Weymouth continuaron grabando con el Tom Tom Club. Mientras tanto, Talking Heads lanzó un álbum en vivo The Name of This Band Is Talking Heads, recorrió los Estados Unidos y Europa como un grupo de ocho piezas, y se separó de Eno, que luego produjo álbumes con U2.
En 1983 vio el lanzamiento de Speaking in Tongues, un avance comercial que produjo el único éxito de la banda Top 10 estadounidense, "Burning Down the House". Una vez más, un video sorprendente fue inevitable debido a su gran rotación en MTV. La siguiente gira fue documentada en Stop Making Sense (1984) de Jonathan Demme, que generó otro álbum en vivo del mismo nombre. Este álbum visual fue realizado en el teatro Pantages de Hollywood y obtuvo la buena acogida del público y de la crítica de entonces, que lo denominó como uno de los ejemplos más representativos de su género. La gira en apoyo de Speaking in Tongues fue la última.
Siguieron tres álbumes más: Little Creatures de 1985 (que presentaba los exitosos singles "And She Was" y "Road to Nowhere"), True Stories (1986) (Talking Heads que cubre todas las canciones de la banda sonora de la película de comedia musical de Byrne, en la cual banda también apareció), y Naked de 1988. Little Creatures ofreció un sonido pop-rock mucho más estadounidense en comparación con los esfuerzos anteriores. Similar en género, True Stories creó una de las canciones más exitosas del grupo, "Wild Wild Life", y la pista impulsada por acordeón "Radio Head", que se convirtió en el etimón de la banda del mismo nombre. Naked exploró la política, el sexo y la muerte, y mostró una fuerte influencia africana con estilos polirrítmicos como los que se ven en Remain in Light. Durante ese tiempo, el grupo estaba cayendo cada vez más bajo el control de David Byrne y, después de Naked, la banda entró en "pausa".
Se necesitó hasta diciembre de 1991 para que se hiciera un anuncio oficial de que Talking Heads se había separado. En la ruptura, Frantz dijo: "Nos sorprendió descubrir [la partida de Byrne] a través del Los Angeles Times. En lo que a nosotros respecta, la banda nunca se separó realmente. David simplemente decidió irse". Su lanzamiento final fue "Sax and Violins", una canción original que había aparecido a principios de ese año en la banda sonora de Wim Wenders Until the End of the World. Durante este período de ruptura, Byrne continuó su carrera en solitario, lanzando Rei Momo en 1989 y The Forest en 1991. Este período también vio un florecimiento revivido tanto de Tom Tom Club (Boom Boom Chi Boom Boom y Dark Sneak Love Action) y Harrison (Casual Gods and Walk on Water), que viajaron juntos en el verano de 1990.

### 1992–2002: Post-ruptura y reunión final
A pesar de la falta de interés de David Byrne en otro álbum, Tina Weymouth, Chris Frantz y Jerry Harrison se reunieron para un álbum único llamado No Talking, Just Head bajo el nombre The Heads en 1996. El álbum contó con una serie de vocalistas, incluida Debbie Harry de Blondie, Johnette Napolitano de Concrete Blonde, Andy Partridge de XTC, Gordon Gano de Violent Femmes, Michael Hutchence de INXS, Ed Kowalczyk de Live, Shaun Ryder de Happy Mondays, Richard Hell y Maria McKee. El álbum fue acompañado por una gira, que contó con Johnette Napolitano como vocalista. Byrne emprendió acciones legales contra el resto de la banda para evitar que usaran el nombre "Talking Heads", algo que vio como "un intento bastante obvio de sacar provecho del nombre de Talking Heads". Optaron por grabar y hacer una gira como "The Heads". Del mismo modo, Byrne continuó su carrera en solitario.
Mientras tanto, Harrison se convirtió en un productor récord; su currículum incluye The Blind Leading the Naked de Violent Femmes, The Raw and the Cooked de Fine Young Cannibals, Rub It Better de General Public, God Shuffled His Feet de Crash Test Dummies. Joyas mentales de Live, Throwing Copper y The Distance To Here, la canción de No Doubt "New" de Return of Saturn, y en 2010, obra de The Black and White Years y Kenny Wayne Shepherd.
Frantz y Weymouth, que se casaron en 1977, habían estado grabando como Tom Tom Club desde 1981. El álbum debut homónimo de Tom Tom Club se vendió casi tan bien como Talking Heads, lo que llevó a la banda a aparecer en Stop Making Sense. Lograron varios éxitos pop / rap durante la era del auge cultural de los clubes de baile de principios de la década de 1980, particularmente en el Reino Unido, donde todavía disfrutan de un fuerte admirador hoy en día. Su sencillo más conocido, "Genius of Love", ha sido sampleado en numerosas ocasiones, especialmente en el clásico de hip hop de la vieja escuela "It's Nasty (Genius of Love)" del Grandmaster Flash y el éxito de 1995 de Mariah Carey "Fantasy". También han producido varios artistas, incluidos Happy Mondays y Ziggy Marley. El Tom Tom Club continúa grabando y de gira de forma intermitente, aunque los lanzamientos comerciales se han vuelto esporádicos desde 1991.
La banda tocó juntos "Life During Wartime", "Psycho Killer" y "Burning Down the House" el 18 de marzo de 2002, en la ceremonia de su ingreso al Salón de la Fama del Rock and Roll. Sin embargo, reunirse para una gira de conciertos es poco probable. David Byrne afirma: "Tuvimos mucha mala sangre. Esa es una razón, y otra es que musicalmente estamos a solo millas de distancia". Weymouth, sin embargo, ha sido crítica con Byrne, describiéndolo como " un hombre incapaz de devolver la amistad " y decir que no la" ama "a ella, Frantz y Harrison.

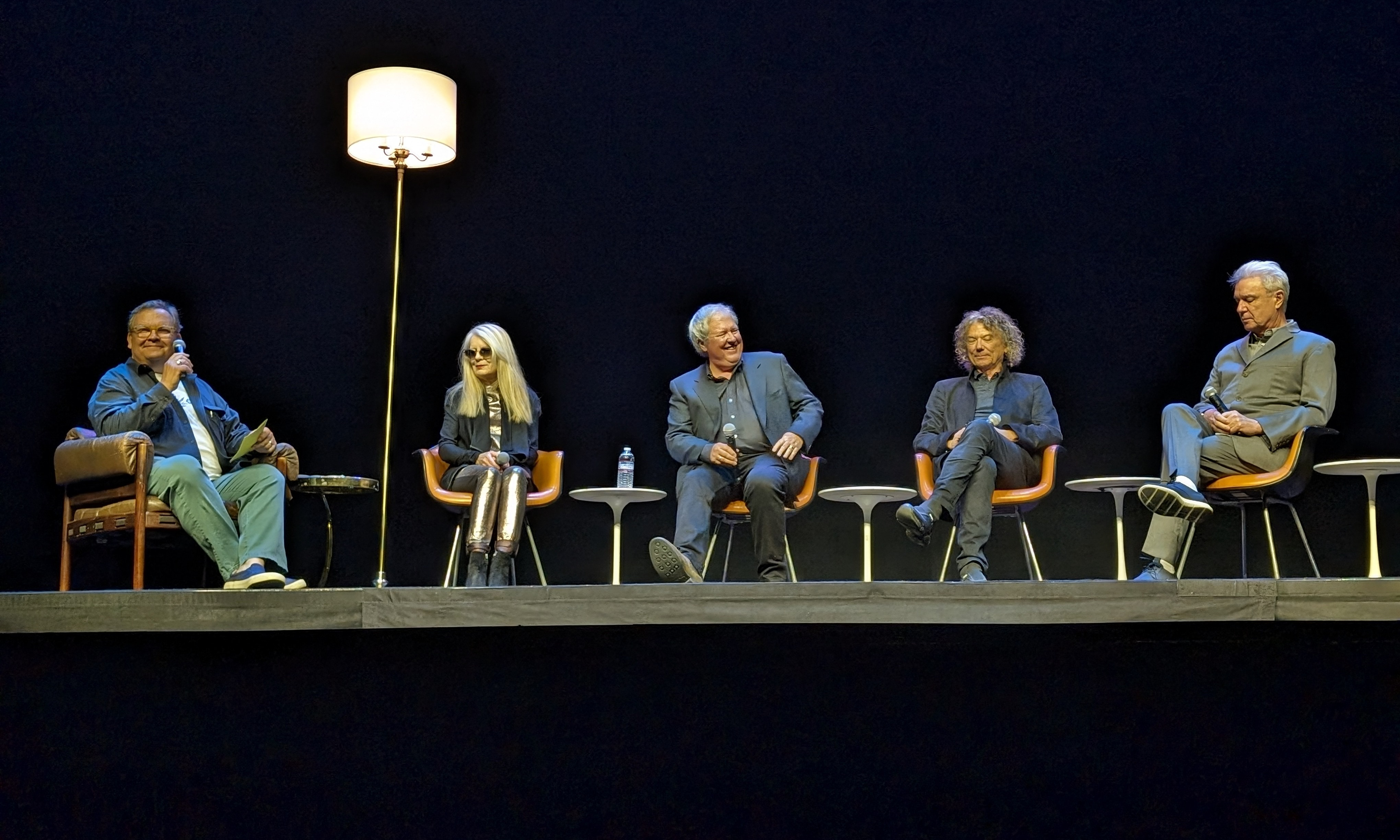
Talking Heads junto a Andy Richter (izquierda), en el Pantages Theater en junio de 2024.

En septiembre de 2023, Stop Making Sense fue lanzado en cines IMAX con sonido e imagen remasterizada coincidiendo con el 40 aniversario de su publicación. Los miembros de la banda se reunieron ese mes para una sesión de preguntas y respuestas en el Festival Internacional de Cine de Toronto, después de exhibiciones limitadas de la película en cines, y dieron entrevistas posteriores juntos para promocionar el relanzamiento. Con respecto a la posibilidad de una gira de reunión, Harrison le dijo a Los Angeles Times: "En este momento, nos estamos concentrando en Stop Making Sense y en lo mucho que nos estamos divirtiendo revisitando la película.
En enero de 2024, Billboard reveló que la banda había rechazado una oferta de $80 millones para hacer una nueva gira de conciertos que incluía una actuación en Coachella. Harrison junto a Adrian Belew comenzaron una gira juntos en 2023 hasta principios de 2025 con canciones del álbum Remain in Light (1980). El 5 de junio de 2025, con motivo del cincuenta aniversario  de la banda, publicaron el videoclip de su éxito "Psycho Killer", protagonizado por la actriz Saoirse Ronan y dirigido por Mike Mills.

## Legado
AllMusic declaró que Talking Heads, una de las bandas más famosas de los años 1970 y 1980, en el momento de su ruptura "había grabado de todo, desde art-funk hasta exploraciones polirrítmicas de ritmos mundiales y sencillos, pop melódico de guitarra". Las innovaciones art pop de Talking Heads han tenido un impacto duradero. Además, fue una de las bandas más representativas del new wave y del post-punk, con elementos de estilos como el punk rock, rock progresivo y el funk predominante en el ambiente británico de los años ochenta, el cual influyó y sigue influyendo en la música popular. Junto con otros grupos como Devo, Ramones y Blondie, ayudaron a definir el género new wave en los Estados Unidos.
Talking Heads ha sido citado como una influencia por muchos artistas, incluidos Eddie Vedder, LCD Soundsystem, Foals, The Weeknd,Vampire Weekend, The 1975, Nelly Furtado, Kesha, Danny Brown y Franz Ferdinand. La banda Radiohead, cambió su nombre inicial "On a Friday" a "Radiohead" inspirándose en una canción del álbum True Stories (1986) de Talking Heads llamada «Radio Head»; y citó a Remain in Light como una influencia crítica en su álbum de 2000 Kid A.
En Golden Wind, la quinta parte del manga japonés JoJo's Bizarre Adventure, el stand perteneciente a Tiziano se llama Talking Head, en alusión a la banda. En Stone Ocean, la sexta parte del manga japonés JoJo's Bizarre Adventure, el stand perteneciente a Emporio Alniño se llama Burning Down the House, en alusión a una canción de la banda.
En 2024, se anunció la publicación de un álbum tributo, bajo la productora A24, al disco de la banda Stop Making Sense, con colaboraciones de los artistas: Miley Cyrus, The National, Lorde, Paramore, El Mató a un Policía Motorizado o Teezo Touchdown, entre otros nombres.

## Miembros
- David Byrne – vocalista, guitarra (1975–1991, 2002)
- Chris Frantz – batería, percusión, coros (1975–1991, 2002)
- Tina Weymouth – bajo, coros (1975–1991, 2002)
- Jerry Harrison – teclados, guitarra, coros (1977–1991, 2002)

Otros miembros
- Adrián Belew – guitarrista, vocalista (1980–1981)
- Alex Weir – guitarrista, vocalista (1982–1984)
- Bernie Worrell – teclados, coros (1980–1984, 2002)
- Raymond Jones – teclados (1982)
- Busta Jones – bajista (1980–1981)
- Steve Scales – percusión, coros (1980–1984, 2002)
- Dolette McDonald – vocalista, cencerro (1980–1982)
- Nona Hendryx – coros (1980, 1982)
- Ednah Holt – vocalista (1983)
- Lynn Mabry – vocalista (1983–1984)
- Stephanie Spruill – vocalista (1984)

Línea del tiempo

## Discografía
| Álbumes de estudio - Talking Heads: 77 (1977) - More Songs About Buildings And Food (1978) - Fear of Music (1979) - Remain in Light (1980) - Speaking in Tongues (1983) - Little Creatures (1985) - True Stories (1986) - Naked (1988) Álbumes en video - Stop Making Sense (1984) (VHS y DVD) - Storytelling Giant (1987) (VHS y versión expandida en DVD en el box-set "Once in a Lifetime") | Álbumes en vivo - Live on Tour (1979) - The Name of This Band Is Talking Heads (1982) - Stop Making Sense: Special New Edition (1999) - The Name of this Band is Talking Heads: Expanded New Edition (2004) Álbumes recopilatorios - Sand in the Vaseline (1992) - Once in a Lifetime (1992) - 12x12: Original Remixes (1999) - Once in a Lifetime: Box-Set (2003) - The Best of Talking Heads (2004) - Brick (2005) |